# جشن سیاه
«جشن سیاه» (به انگلیسی: Black Celebration) آلبومی از دپش مد است که در سال ۱۹۸۶ میلادی منتشر شد.